# Sergi Grimau i Gragera
Sergi Grimau i Gragera   (Barcelona, 15 de gener de 1975) és un exjugador de bàsquet català. Amb 2.00 metres d'estatura, el seu lloc natural a la pista era el d'aler. És el més gran d'una saga de germans basquetbolistes formada per Roger (1978) i Jordi (1983).

## Trajectòria
- Planter del CB Sant Medir Barcelona.
- Planter del FC Barcelona
- CB Santfeliuenc (1993-1994)
- Maristes Ademar Badalona (1994-1995)
- Bàsquet Club Andorra (1994-1995)
- Ademar Badalona (1995-1996)
- Bàsquet Club Andorra (1995-1997)
- Viatges Aliguer Pineda (1997-1998)
- Menorca Bàsquet (1998-1999)
- Lleida Bàsquet (1999-2001)
- Drac Inca (2001-2002)
- Club Bàsquet Villa Los Barrios (2002-2003)
- CB Valls Fèlix Hotel (2002-2004)
- Club Bàsquet Girona (2004-2005)
- Lleida Bàsquet (2005-2006)